# Kollagen-Typ 6α1
Kollagen Typ VI, alpha 1, auch bekannt als Alpha-1-Typ-VI-Kollagen, ist ein perlenschnurartiges Kollagen, das im menschlichen Organismus vom Gen COL6A1 codiert wird. Das Protein ist für die Aufrechterhaltung der Integrität der verschiedenen Geweben wichtig.
Mutationen in diesem Gen werden mit der Bethlem-Myopathie und der kongenitalen Muskeldystrophie Typ Ullrich assoziiert.

## Klinische Bedeutung
COL6A1 ist ein potentieller Biomarker zur Leistung beim Fahrradfahren als Ausdauersport. Dabei wird die Änderung der Zusammensetzung von Geweben, die Typ-VI-Kollagen enthalten, erfasst, wie zum Beispiel vom Muskel- und Sehnengewebe.
COL6A1-Polymorphismen sind mit der Ossifikation des Ligamentum flavum (OLF) und des Ligamentum longitudinale posterius (OPLL) assoziiert. COL6A1 stellt außerdem ein mögliches Suszeptibilitätsgen für OLF und OPLL bei Han-Chinesen dar. Genetische Variationen des Gens COL6A1 könnten bei Patienten mit Spondylitis ankylosans mit dem Auftreten einer Uveitis assoziiert sein.